# Marilena Grill
Marilena Grill (Torino, 26 settembre 1928 – Torino, 3 maggio 1945) è stata una militare italiana.
Giovane ausiliaria della Repubblica Sociale Italiana, venne uccisa al termine della Seconda guerra mondiale.

## Biografia
Figlia dell'avvocato Alberto Grill (1881-1935) e Silvia Petruolo (1896-1986), crebbe in una famiglia valdese, rimanendo orfana del padre all'età di sei anni. Studentessa presso il liceo classico Massimo d'Azeglio, nell'estate 1944 si arruolò volontaria nel Servizio Ausiliario Femminile della Repubblica Sociale Italiana, prestando servizio alla caserma di corso Valdocco, impiegata presso l'Ufficio Assistenziale Ricerche Dispersi e il posto di ristoro della stazione di Torino Porta Nuova.
Dopo la fine della Seconda guerra mondiale, il 28 aprile 1945 fu invitata da un suo compagno di scuola a recarsi presso alcune persone per rispondere a delle domande: uscita di casa con la divisa del SAF, si persero le sue tracce. Dopo cinque giorni, venne infine ritrovata al Rondò della Forca, uccisa con un colpo alla nuca nella notte tra il 2 e il 3 maggio 1945, insieme ad Ernesta Ravioli. Nei documenti ufficiali dell'epoca gli assassini non sono stati identificati.
Nel 2007, il giornalista Massimo Novelli pubblicò il libro L'ausiliaria e il partigiano – Storia di Marilena Grill 1928-1945, tentando di ricostruire la vicenda di Marilena Grill: pur non disponendo di documenti storici, ma basandosi su sole testimonianze orali, Novelli ipotizzò che Grill fu forse condotta presso i partigiani della 18ª brigata Garibaldi e uccisa da Piero Sasso, detto Pierin d'la fisa (1923-1980). Inoltre, basandosi su un accenno riportato in Gli Ultimi in Grigioverde. Storia delle Forze Armate della Repubblica Sociale Italiane (1943-1945) pubblicato da Giorgio Pisanò, ha ipotizzato che il comandante della 105ª brigata Alberto Polidori si rifiutò di eseguire il delitto. La ricostruzione di Novelli è stata criticata in quanto non basata su documenti storici.

## Ricordo
La vicenda di Marilena Grill è stata ricordata in passato da associazioni di reduci della RSI e negli ambienti dell'estrema destra torinese, che hanno spesso vandalizzato monumenti dedicati ai partigiani scrivendo il nome della giovane ausiliaria e croci celtiche.
Il 7 marzo 2025 è stato emesso un francobollo commemorativo, parte della serie I valori sociali, commissionato dal Ministero delle imprese e del made in Italy; l'iniziativa è stata criticata dall'Associazione Nazionale Partigiani d'Italia.